# جيك هاجر
جيك هاجر (بالإنجليزية: Jake Hager)‏ هو لاعب كرة قاعدة أمريكي، ولد في 4 مارس 1993 في هندرسون في الولايات المتحدة.

## وصلات خارجية
- جيك هاجر على موقع دوري كرة القاعدة الرئيسي (الإنجليزية)
- جيك هاجر على موقعبيزبول رفرنس.كوم (الدوري الرئيسي) (الإنجليزية)
- جيك هاجر على موقعبيزبول رفرنس.كوم (الدوري الثانوي) (الإنجليزية)